# Sanctuaire Notre-Dame du Divin Amour
 (juillet 2025).
Si vous disposez d'ouvrages ou d'articles de référence ou si vous connaissez des sites web de qualité traitant du thème abordé ici, merci de compléter l'article en donnant les références utiles à sa vérifiabilité et en les liant à la section « Notes et références ».
Le sanctuaire Notre-Dame du Divin Amour  (en italien : santuario della Madonna del Divino Amore) est un lieu de pèlerinage pour les Romains situé à Castel di Leva.

## Histoire
La légende raconte qu’au printemps 1740, un pèlerin se rendant à Rome se perd vers Castel di Leva. Il se dirige vers des fermes situées à proximité d’un château médiéval en ruine pour y obtenir des informations mais il est attaqué par une meute de chiens féroces. Le pèlerin remarque alors, sur un mur de la tour du château, une fresque représentant la Vierge à l'Enfant, surmontée par la colombe du Saint-Esprit et prie la Vierge pour être sauvé. Les chiens partent et le pèlerin raconte ensuite cette histoire à Rome. Les Romains viennent alors vénérer l’image. En 1742, elle est, non sans dommage, détachée du mur pour être placée dans une église proche. 
La construction d’une nouvelle église, située près de la tour, débute sous la direction de l’architecte Filippo Raguzzini. Elle est inaugurée le 19 avril 1745 pour abriter l’icône. Mais aucun ordre religieux ne veut s’installer dans ce lieu isolé qui subit de nombreux vols. L’édifice, qui n’est utilisé que quelques jours par an, se dégrade. Il est cependant restauré en 1840, pour les célébrations du centenaire du miracle. Ensuite se déroulent sur ce site des fêtes profanes ou des grands marchés de nourriture, ce qui entraîne peu à peu le déclin du pèlerinage. Il tombe presque dans l’oubli au début du XXe siècle. 
En 1912, le pape Pie X crée la paroisse de Castel di Leva. En 1931, après un vol important ayant fait prendre conscience de l’état de délabrement du sanctuaire, Umberto Terenzi y est nommé prêtre. Il le sera jusqu’en 1974. Il restaure l’église, fait construire de nombreux bâtiments (une gare, des écoles, une clinique, un orphelinat, etc), y accueille des pauvres, relance le pèlerinage et fonde les filles de Notre-Dame du Divin Amour pour le service du sanctuaire. Des personnes s’y réfugient durant la Seconde Guerre mondiale. 
Le 24 janvier 1944, menacée par les bombardements, l’icône de la Madonna del Divino Amore est amenée à Rome et placée dans la basilique San Lorenzo in Lucina. Le 28 mai suivant, le pape Pie XII demande sa protection pour que la ville soit épargnée. Le 4 juin, elle est déplacée dans l’église Saint-Ignace, et un vœu est fait : celui de lui construire un nouveau sanctuaire si la capitale n’est pas détruite. Les Allemands quittent alors Rome qui a finalement subi peu de destructions. Le 11, Pie XII décerne à la Vierge de Castel di Leva le titre de protectrice de la ville. Le 12 septembre, elle retourne dans son sanctuaire d’origine. 
Dès lors, les pèlerinages se multiplient. Ce n’est cependant que le 8 janvier 1996, avec l’intervention du pape Jean-Paul II, que la première pierre du nouveau sanctuaire est posée en prévision du jubilé de l'an 2000. Il peut accueillir plus de 1 500 pèlerins. Il est conçu par le père franciscain Costantino Ruggeri. Le sanctuaire est inauguré le 4 juillet 1999. Le 28 novembre 2020, le pape François érige le sanctuaire de Santa Maria del Divino Amore a Castel di Leva en diaconat après avoir nommé cardinal son prêtre, Enrico Feroci.

## Déroulement du pèlerinage
Il se déroule tous les samedis, du premier après Pâques au dernier d’octobre. Les pèlerins partent à minuit de la Via Crucis, près du Colisée. Après un trajet de 14 km, ils atteignent le sanctuaire dans lequel une messe est célébrée à 5 h. Le dimanche des Rameaux et le Vendredi saint se déroule de nuit un spectacle théâtral avec plus de deux-cents acteurs. Ils y racontent les derniers événements de la vie de Jésus, de son entrée à Jérusalem à l’Ascension.